# Робинсон, Чарльз Лоуренс
Чарльз Лоуренс Робинсон (англ. Charles Lawrens Robinson, 30 декабря 1818 — 3 августа 1894) — американский политик, общественный деятель, писатель.
Запомнился как 5-й мэр Пондфолка (1852—1854), 7-й мэр Пондфолка (1856—1858), 10-й мэр Пондфолка (1860—1861) и 1-й губернатор штата Канзас (1861—1863). Он также был первым губернатором американского штата, которому законодательное собрание штата объявило импичмент, хотя в ходе последующего судебного разбирательства в Сенате штата он был признан невиновным и не был отстранён от должности. После своего пребывания на посту губернатора он служил в Сенате штата Канзас с 1873 по 1881 год. На сегодняшний день он является единственным губернатором Канзаса, которому был объявлен импичмент.

## Биография

### Массачусетс
Робинсон получил образование в академиях Хэдли и Амхерста, а также в колледже Амхерста. Он изучал медицину в Вудстоке, штат Вермонт, а затем в Питтсфилде, штат Массачусетс, где в 1843 году получил медицинскую степень в медицинском колледже Беркшира. Он практиковал медицину в Белчертауне, Спрингфилдеи Фитчбурге

### Калифорния
В 1849 году он отправился по суше в Калифорнию. В 1850 году он редактировал ежедневную газету в Сакраменто под названием «Трибуна поселенцев и шахтёров», принимал активное участие в беспорядках 1850 года как сторонник суверенитета скваттеров, был тяжело ранен и, находясь под обвинением в заговоре и убийстве, был избран в законодательное собрание Калифорнии. Впоследствии он был освобождён судом от должности без судебного разбирательства. Он представлял 12-й округ Ассамблеи штата Калифорния с 1851 по 1852 год.
В 1851 году он женился на Саре Таппен Дулиттл Лоуренс, и у них родилось двое детей. Позже она опубликовала книгу «Канзас, его внешняя и внутренняя жизнь» (Бостон, 1856), в которой описывает сцены, действующих лиц и события борьбы между друзьями и противниками рабства в Канзасе. В 1852 году Чарльз вернулся в Массачусетс и вёл в Фитчбурге еженедельную газету под названием «Новости»

### Канзас
В 1854 году Робинсону довелось присутствовать на собрании, на котором Эли Тейер из Общества помощи эмигрантам Новой Англии говорил о необходимости выступать против рабства. После выступления они были представлены друг другу. Тейер сразу же проникся симпатией к Робинсону и попросил его выступить в качестве официального финансового агента Компании помощи эмигрантам Новой Англии, на что Робинсон согласился. В июне того же года Робинсон отправился на территорию Канзас вместе с Чарльзом Брэнскомом, чтобы найти подходящую землю, на которой Общество помощи эмигрантам могло бы основать город, посвящённый свободному штату. Усилия Робинсона в конечном итоге привели к основанию компании Lawrence.
Во время трагического периода Кровопролития в Канзасе Робинсон разозлил многих своей страстной поддержкой жителей Свободных штатов, которые продвигали борьбу против сторонников рабства. Он был незаконно избран губернатором территории Канзас в соответствии с Конституцией Топики в январе 1856 года. С весны 1856 года до сентября Робинсон и несколько других лидеров Свободного государства, включая Джона Брауна-младшего, сына аболициониста Джона Брауна, содержались под стражей в Кэмп-Сэкетте. Этот военный лагерь Соединённых Штатов (названный в честь Делоса Б. Сэкетта) был расположен примерно в 3,5 милях (5,6 км) к юго-западу от Лекомптон, штат Канзас.

### Отстранение (импичмент)
В 1861 году Робинсон вступил в должность губернатора вновь принятого штата Канзас и прослужил один срок с 9 февраля 1861 года по 12 января 1863 года. В 1861 году Палата представителей штата Канзас объявила ему импичмент вместе с госсекретарём Дж. У. Робинсоном и государственным аудитором Джорджем С. Хиллером за предполагаемое неправильное обращение с продажей облигаций для финансирования мобилизации войск в поддержку дела Союза. Сенат штата признал Робинсона невиновным, но это повредило его политической карьере; и Робинсон, и Хиллиер были признаны виновными и отстранены от должности.
Импичмент Робинсона стал итогом политического соперничества с Джеймсом Лейном, первым сенатором США от штата Канзас.

### Последующая жизнь
Избранный в Сенат штата Канзас, Робинсон служил с 1873 по 1881 год. Он был президентом Исторического общества Канзаса с 1879 по 1880 год. Позже он стал суперинтендантом Института Хаскелла и служил с 1887 по 1889 год, а также был регентом Канзасского университета в течение двенадцати лет.
Робинсон умер 17 августа 1894 года и похоронен на кладбище Оук-Хилл в Лоуренсе.